# Karl Schorbach
Karl Schorbach (* 3. Oktober 1851 in Kassel; † 11. März 1939 in Baden-Baden) war ein deutscher Bibliothekar.

## Leben
Schorbach war der Sohn des kurfürstlichen Hofbeamten Heinrich Schorbach und seiner Frau Margarethe, geb. Sénéchante. Er besuchte das Gymnasium in Kassel und studierte anschließend Klassische und Deutsche Philologie sowie Kunstgeschichte und Geschichte in Leipzig, Berlin und Straßburg. Ab 1887 arbeitete er in der Universitätsbibliothek in Straßburg. Hier bearbeitete er vor allen Dingen die Handschriften und Inkunabeln der Bibliothek und forschte über Johannes Gutenberg und die frühe Geschichte des Buchdrucks. 1911 wurde er zum Professor ernannt, 1914 zum Rat IV. Klasse befördert. 1918 musste er Elsass-Lothringen verlassen.

## Schriften (Auswahl)
- zusammen mit Max Spirgatis: Heinrich Knoblochtzer in Straßburg (1477–1484); bibliographische Untersuchung. Trübner, Straßburg 1888.
- Entstehung, Überlieferung und Quellen des deutschen Volksbuches Lucidarius. Trübner, Straßburg 1894 (Zugl.: Straßburg, Univ., Diss.)
- Studien über das deutsche Volksbuch Lucidarius und seine Bearbeitungen in fremden Sprachen. Trübner, Straßburg 1894 (Quellen und Forschungen zur Sprach- und Culturgeschichte der germanischen Völker; 74)
- Die urkundlichen Nachrichten über Johann Gutenberg. In: Festschrift der Stadt Mainz zum 500jährigen Geburtstage von Johann Gutenberg. von Zabern, Mainz 1900.
- Der Rechtsstreit der Ennelin zu der Iserin Thür gegen Johann Gutenberg i. J. 1437, und Ennel Gutenberg. In: Centralblatt für Bibliothekswesen, Jg. 19 (1902), Heft 5, Seite 217–228.
- Neue Straßburger Gutenbergfunde. In: Aloys Ruppel (Hrsg.): Gutenberg Festschrift zur Feier des 25jährigen Bestehens des Gutenbergmuseums in Mainz. Gutenberggesellschaft, Mainz 1925, S. 130–143.
- Der Straßburger Frühdrucker Johann Mentelin, 1458–1478: Studien zu seinem Leben und Werke. Verlag der Gutenberg-Gesellschaft 1932 (Veröffentlichungen der Gutenberg-Gesellschaft; 22) polona.pl.